# Jean Mariette (imprimeur)
Pour les articles homonymes, voir Jean Mariette et Mariette.
Jean Mariette (1660-1742) est un graveur, et surtout imprimeur et marchand d'estampes français, père de Pierre-Jean Mariette.

## Biographie
Fils de Pierre II Mariette (1634-1716) et petit-fils de Pierre I Mariette (vers 1603-1657), dynastie de graveurs et imprimeurs parisiens, Jean Mariette est né le 22 juin 1660 à Paris. Il est destiné par son père à devenir peintre, aussi il entre comme élève dans l'atelier de Jean-Baptiste Corneille, mais sur les conseils de Charles Le Brun il retourne aux affaires de son père.
Il exerce comme marchand d'estampes dès avant 1686.
En mai 1693, il épouse Claude Geneviève Coignard, fille de l'imprimeur-libraire Jean-Baptiste I Coignard (1637-1686) et sœur de Louis Coignard.
Le 27 juin 1702, il est reçu libraire sur présentation de son demi-frère Nicolas I Langlois, à qui il succède. La boutique est à l'enseigne des Colonnes d'Hercule, rue Saint-Jacques, surmontée de la devise Haec meta laborum (« voilà la fin de mes travaux »).
En 1716, il hérite du fonds et de la maison de son père Pierre II Mariette. Il revend une partie de son fonds de gravures en 1733 et 1734 et se consacre au  commerce des livres et à l'édition.
Il fait reconstruire sa maison du 67 rue Saint-Jacques. 
En 1727, paraissent les trois tomes de L'Architecture française, considérés comme son chef-d'œuvre, et comprenant plusieurs centaines de planches gravées.
Il devient le fournisseur attitré de plusieurs princes d'Europe dont Eugène de Savoie-Carignan. Il collectionnait les anciennes estampes, dont celle de Marc-Antoine Raimondi, Wenceslas Hollar et Jacques Callot.
Il meurt à Paris le 9 septembre 1742, laissant plusieurs milliers de livres de rentes. Sa veuve lui succède (décédée en 1749), puis son fils, Pierre-Jean Mariette, hérite du fonds qu'il revend en 1750, et laisse une note sur son père dans son fameux Abecedario.
Il a produit plus de 800 pièces gravées.
La BNF conserve de lui de nombreuses pièces.